# Lonicera kawakamii
Lonicera kawakamii är en kaprifolväxtart som först beskrevs av Bunzo Hayata, och fick sitt nu gällande namn av Genkei Masamune. Lonicera kawakamii ingår i släktet tryar, och familjen kaprifolväxter. Inga underarter finns listade i Catalogue of Life.